# Equador celeste

L'equador celeste, està inclinat ~23,5° respecte al pla de l'eclíptica.

L'equador celeste és el cercle màxim de l'esfera celeste situat en el mateix pla de l'equador de la Terra. Aquest pla de referència és la base del sistema de coordenades equatorials. En altres paraules, l'equador celeste és una projecció de l'equador de la Terra cap a l'espai exterior. A conseqüència de l'obliqüitat de l'eclíptica, l'equador celeste té actualment una inclinació d'uns 23.44° respecte a l'eclíptica (el pla de l'òrbita terrestre), però ha variat des de 22.0° a 24.5° en els últims 5 milions d'anys a causa de les pertorbacions des altres planetes. És l'origen des d'on es mesura l'angle de declinació en el sistema de coordenades equatorials i, per tant, qualsevol objecte celeste situat sobre l'equador celeste té una declinació igual a zero.
Un observador situat sobre l'equador de la Terra veurà l'equador celeste com un semicercle que passa pel zenit, el punt del cel situat exactament sobre el cap. A mesura que l'observador es mou cap al nord (o cap al sud), l'equador celeste davalla cap a l'horitzó oposat. L'equador celeste es defineix com a infinitament distant ja que forma part de l'esfera celeste; per tant, els extrems del semicercles sempre intersecten l'horitzó als punts est i oest, independentment de la posició de l'observador en la superfície terrestre. En els pols, l'equador celeste coincideix amb l'horitzó geogràfic. En totes les latituds, l'equador celeste és un arc uniforme o cercle ja que l'observador només és finitament lluny del pla de l'equador celeste però infinitament lluny de l'equador celeste.
Els objectes astronòmics pròxims a l'equador celeste són visible sobre l'horitzó en la majoria d'indrets de la Terra, però culminen (passen pel meridià) molt alts en indrets pròxims a l'equador terrestre. L'equador celeste passa a través d'aquestes constel·lacións:
| - Pisces (conté el punt d'Àries sobre la seva frontera sud) - Cetus - Taurus - Eridanus - Orion (near Cinturó d'Orió) | - Monoceros - Canis Minor - Hydra - Sextans - Leo | - Virgo (conté el punt Libra) - Serpens (caput) - Ophiuchus - Serpens (cauda) - Aquila - Aquarius |

Aquestes són les constel·lacions més visibles en tot el món.
Els cercles paral·lels menors de l'esfera celeste s'anomenen paral·lels celestes.

## Història del desenvolupament del concepte d'equador celeste
L'equador celeste és un concepte fonamental en astronomia, que representa la projecció de l'equador terrestre sobre l'esfera celeste. És crucial per a comprendre la navegació celeste, els sistemes de coordenades i el moviment aparent de les estrelles i planetes. El seu desenvolupament es remunta a l'evolució de l'astronomia des de les civilitzacions antigues fins a la ciència moderna.

### Observacions antigues i primeres idees
El concepte de l'equador celeste es va originar en les civilitzacions antigues, quan les persones van observar els patrons de les estrelles i el seu moviment aparent en el cel. Els astrònoms de Mesopotàmia, Egipte, l'Índia i la Xina van notar que unes certes estrelles seguien trajectòries circulars al voltant de punts fixos (ara coneguts com a pols celestes). La idea d'una línia imaginària que divideix els hemisferis celestes nord i sud, corresponent a l'equador terrestre, estava implícita en la seva comprensió dels cels.
Els antics grecs van realitzar contribucions significatives a la formalització de l'esfera celeste. Eudox de Cnidos (segle iv) va introduir models geomètrics per a descriure el moviment dels cels. Més tard, Hiparc (segle ii) va establir les bases de l'astronomia esfèrica, refinant conceptes com l'equador celeste i les coordenades celestes.

### Astronomia ptolemaica (segleii)
Claudi Ptolemeu, en el seu Almagest, va formalitzar el concepte de l'esfera celeste i l'equador celeste com a part del seu model geocèntric de l'univers. Va descriure l'equador celeste com un cercle essencial que divideix l'esfera celeste en hemisferis nord i sud. El treball de Ptolemeu va ser influent durant l'Edat d'Or Islàmica i l'Europa medieval.

### Astronomia islàmica (Segles VIII–XV)
Durant l'Edat d'Or islàmica, erudits com Al-Battani (Albatenius) i Ulugh Beg van ampliar els coneixements de l'astronomia ptolemaica. Van refinar els mesuraments de l'esfera celeste, inclòs l'equador celeste, i van millorar els càlculs de la inclinació axial de la Terra, que afecta la posició de l'equador celeste en relació amb el pla de l'eclíptica.

### Renaixement i la revolució copernicana (seglexvi)
El model heliocèntric proposat per Nicolau Copèrnic a De Revolutionibus Orbium Coelestium (1543) no va eliminar l'equador celeste, sinó que va reinterpretar el seu paper en un sistema centrat en el Sol. Johannes Kepler i Tycho Brahe van continuar utilitzant l'equador celeste en les seves observacions i models.

### Astronomia moderna (seglexviifins l'actualitat)
Amb l'arribada de l'astronomia telescòpica, l'equador celeste es va tornar fonamental per al sistema de coordenades equatorials utilitzat per a localitzar objectes celestes. El treball d'Isaac Newton sobre la mecànica celeste va consolidar encara més la importància de l'equador celeste per a entendre la dinàmica orbital.
A principis del segle xxi l'equador celeste continua sent un pilar dels sistemes de coordenades celestes i és vital per a definir els equinoccis, comprendre la precessió i estudiar els moviments celestes. Reflecteix l'esforç continu de la humanitat per mapar i comprendre els cels.

## Conceptes bàsics d'orientació en l'esfera celeste
L'astronomia està relacionada amb l'orientació en l'espai, per la qual cosa mirant al cel i movent la mirada d'un cos celeste a un altre, es poden connectar les direccions en les quals es veu el cos. La posició del cos es projecta sobre la superfície d'una esfera, que es denomina esfera celeste. A causa de les grans distàncies dels cossos celestes, un pot imaginar que l'esfera celeste també està a una gran distància. Els objectes pròxims, com un avió o un satèl·lit artificial, canviaran ràpidament la seva posició mútua en l'esfera celeste, i les estrelles molt més distants, encara que en realitat s'estiguin movent, mantindran una disposició projectada aparentment igual durant més temps. Per tant, la posició del cos és determinada per les direccions i els angles entre elles.
Les coordenades esfèriques s'utilitzen per a registrar la posició en l'esfera celeste, igual que les coordenades geogràfiques s'utilitzen per a determinar la posició en la superfície terrestre. Els punts importants del globus són els pols, els punts pels quals passa l'eix de rotació de la Terra. Una propietat molt important, la direcció de rotació, no pot determinar-se sinó sobre la base de l'experiència. Es diu que la Terra gira com un caragol de mà dreta movent-se des del Pol Sud al Pol Nord. La direcció també es pot determinar considerant la forma en què es mou la maneta del rellotge. Mirant el Pol Nord de la Terra, gira en sentit contrari a les agulles del rellotge. Fent servir el meridià es compten les longituds; es compten com a est o oest, de 0° a 180°. El meridià inicial és el que, per conveni, passa per l'observatori de Greenwich, un suburbi de Londres. Els paral·lels passen normalment als meridians. El paral·lel del rang més gran és l'equador, i les latituds es compten al nord i al sud d'ell , com al nord i al sud, de 0° a 90°. Hi ha innombrables meridians i paral·lels.
Un observador que es troba en l'equador de la Terra visualitza l'equador celeste com un semicercle que passa pel zenit, el punt directament damunt. A mesura que l'observador es mou cap al nord (o sud), l'equador celeste s'inclina cap a l'horitzó oposat. L'equador celeste es defineix com infinitament distant (ja que està en l'esfera celeste); per tant, els extrems del semicercle sempre creuen l'horitzó cap a l'est i cap a l'oest, independentment de la posició de l'observador en la Terra. En els pols, l'equador celeste coincideix amb l'horitzó astronòmic. En totes les latituds, l'equador celeste és un arc o cercle uniforme perquè l'observador està només finitament lluny del pla de l'equador celeste, però infinitament lluny del mateix equador celeste.
Els objectes astronòmics prop de l'equador celeste apareixen sobre l'horitzó des de la majoria dels llocs de la Terra, però culminen (arriben al meridià) més alt prop de l'equador. L'equador celeste actualment passa per aquestes constel·lacions:
| - Peixos (conté el primer punt d'Àries per sobre de la seva davantera sud) - Balena - Taure - Eridà - Orió (prop del cinturó d'Orió) - Unicorn | - Ca Menor - Hidra Femella - Sextant - Lleó - Verge (conté el primer punt de Balança) | - Serpent - Ofiüc - Serpent (cauda) - Àguila - Aquari |

Aquestes són les constel·lacions més visibles en l'àmbit global.
Al llarg de milers d'anys, l'orientació de l'equador de la Terra i, per tant, les constel·lacions per les quals passa l'equador celeste canviaran a causa de la precessió dels equinoccis.
Els cossos celestes distints de la Terra també tenen equadors celestes definits de manera similar.

### Moviment diürn del cel
L'aparició immediata de fenòmens en el cel és provocada pels moviments de la Terra. La rotació de la Terra és la causa de l'aparent rotació de l'esfera celeste i del canvi de dia i nit. No importa si la Terra o l'esfera celeste, amb totes les estrelles i galàxies, està girant. En aquest últim cas, les velocitats relatives de les estrelles haurien de superar la velocitat de la llum, i faltarien molts petits fenòmens que proporcionen evidència física i astronòmica del moviment de la Terra. Aquests fenòmens són: la rotació del pla d'oscil·lació (pèndol de Foucault), la desviació cap a l'est durant la caiguda lliure, l'aplanament de la Terra, l'aparició de paral·laxi diürna, l'aberració diürna de la llum i alguna cosa més. Sense comprendre l'essència física, cosa que significa no conèixer la grandària limitada de la Terra i els seus moviments, els canvis immediatament visibles en el cel no són fàcils d'interpretar. Per això va passar molt de temps fins que l'home es va elevar per sobre de l'immediatament donat.

## Significat simbòlic i astrològic
En diverses cultures i sistemes de creences, l'equador celeste té un significat simbòlic i astrològic. Per exemple, marca la divisió entre els regnes visible i invisible en algunes cosmologies.
L'equador astrològic, serveix com una referència fonamental en astronomia i astrologia, exercint un paper simbòlic i astrològic significatiu en diverses cultures. La seva importància abasta la mitologia, l'agricultura, el creixement personal i les pràctiques espirituals, il·lustrant el seu profund impacte en la comprensió humana del cosmos i la vida.
Referència astronòmica: L'equador celeste divideix l'esfera celeste en els hemisferis nord i sud. És perpendicular als pols celestes i es troba amb l'eclíptica en els equinoccis. Els punts on l'equador celeste es troba amb l'eclíptica són coneguts com l'equinocci vernal i l'equinocci tardorenc, marcant el començament de la primavera i la tardor. Aquests punts són significatius en moltes cultures, ja que representen equilibri i transició.
Equilibri i harmonia: L'equador celeste sovint es veu com un símbol d'equilibri, dividint el cel en dues meitats iguals. Aquest simbolisme d'equilibri i igualtat es reflecteix en el concepte dels equinoccis, on el dia i la nit tenen la mateixa durada. Astrològicament, aquest equilibri pot interpretar-se com l'harmonia entre diferents aspectes de la vida, com la llum i la foscor, el conscient i l'inconscient, o les energies masculines i femenines.